# Dolná Seč
Dolná Seč (hongrois : Alsószecse) est un village de Slovaquie situé dans la région de Nitra.

## Histoire
Première mention écrite du village en 1310.

## Démographie

### Évolution de la population
| Année:               | 1994. | 2004.   | 2014.   | 2024.    |
| -------------------- | ----- | ------- | ------- | -------- |
| Nombre de personnes: | 420   | 446     | 454     | 566      |
| Différence:          |       | +6,19 % | +1,79 % | +24,66 % |

| Année:               | 2023. | 2024.   |
| -------------------- | ----- | ------- |
| Nombre de personnes: | 558   | 566     |
| Différence:          |       | +1,43 % |